# Szentlőrinckáta
Szentlőrinckáta é um município da Hungria, situado no condado de Peste. Tem 20,15 km² de área e sua população em 2015 foi estimada em 1.893 habitantes.